# Кросспол
Кросспол (реже кросс-пол) — общеупотребительный в среде ролевиков постсоветского пространства термин, обозначающий распространённую практику антуражного отыгрыша игроком (чаще женского пола) на ролевой игре живого действия персонажа другого пола, своеобразный аналог театрального амплуа травести. Для обозначения практикующих кросспол игроков женского пола иногда применяется происходящий из среды толкинистов более широкий термин «нистано» (мн. ч. — «нистанор»; в переводе с искусственного языка квенья — буквально «[мужчина] рождённый женщиной»). 
Нередко является одним из способов выражения сексуальной и/или гендерной идентичности и/или самоидентификации оных у игрока, при этом обычно никак не связан с их изменением.

## Отношение в обществе
Отношение к кроссполу со стороны общества, как правило, неоднозначно, варьируясь от одобрения до крайнего неприятия, и в настоящий момент является актуальным вопросом для отечественного ролевого движения. Кросспол запрещается правилами либо не приветствуется на неформальном уровне на многих ролевых играх, практикующий его игрок может подвергаться дискриминации как со стороны других представителей ролевого движения, так и со стороны не связанных с последним людей; тем не менее, кросспол является довольно распространённым явлением. Считается, что отношение представителей ролевого движения к кроссполу игроков мужского пола в целом лучше, чем к кроссполу игроков женского пола - однако вторыe встречаются чаще, чем первые. Проходили даже целые игры, где всех персонажей-мужчин изображали игроки-женщины.